# Kanton Charleville-Mézières-1
Charleville-Mézières-1 is een kanton van het Franse departement Moselle. Het kanton maakt deel uit van het arrondissement Charleville-Mézières.
Het kanton is op 22 maart 2015 gevormd uit een deel van de  gemeente Charleville-Mézières, de gemeenten Belval, Fagnon, Prix-lès-Mézières en Warcq van het op die dag opgeheven kanton Mézières-Centre-Ouest en de gemeenten Cliron, Haudrecy en Tournes van het toen eveneens opgeheven kanton Renwez.

## Gemeenten
Het kanton omvat de volgende gemeenten:
- Belval
- Cliron
- Fagnon
- Haudrecy
- Prix-lès-Mézières
- Tournes
- Warcq